# De expetendis et fugiendis rebus
Il trattato De expetendis et fugiendis rebus (Le cose da perseguire e quelle da evitare) fu scritto da Giorgio Valla (1447-1500), filologo e traduttore dal greco di opere scientifiche e filosofiche, e pubblicato postumo nel dicembre 1501 a Venezia dall'editore Aldo Manuzio.

## Descrizione
L'opera si presenta come una vasta costruzione enciclopedica, in cui Valla non si limitò a compilare nozioni proprie, desunte dagli studi personali e ripartite in trattazioni sistematiche, ma inserì anche numerose traduzioni da opere antiche.
L'opera si presentava in due tomi di grande formato (in folio), rispettivamente di 314 e di 336 fogli, privi di numerazione. Valla innovò l'ordine tradizionale delle discipline, poiché anticipò matematica e musica, mentre pose grammatica e retorica dopo la medicina.
Nelle sezioni legate alle discipline matematiche, l'autore si giovò molto di un suo manoscritto greco contenente opere di Archimede e di Erone di Alessandria (poi perduto), da cui trasse numerose traduzioni. Si trovano nell'opera, per esempio, le prime attestazioni umanistiche della conoscenza di taluni autori classici, come il matematico Sereno di Antinoe.
L'opera ebbe una certa influenza sugli autori che si interessarono di matematica nei decenni immediatamente successivi, come ad esempio Francesco Maurolico e Niccolò Copernico. Pare che fosse presente anche nella biblioteca privata di Leonardo da Vinci.